# Lebotatalelo
Lebotatalelo ist ein osttimoresischer Ort im Suco Hatuquessi (Verwaltungsamt Liquiçá, Gemeinde Liquiçá). Das Dorfzentrum liegt im Nordwesten der Aldeia Nunuhou in einer Meereshöhe von 633 m. Eine Straße führt aus der Gemeindehauptstadt Vila de Liquiçá im Norden nach Lebotatalelo und weiter in den südlich gelegenen Nachbarort Tautalo.
In Lebotatalelo befindet sich eine Grundschule.